# Nicolae Steinhardt
Nicolae Steinhardt (Nicu-Aurelian Steinhardt, 29 de julio de 1912 - 30 de marzo de 1989) fue un escritor rumano ortodoxo ermitaño y padre confesor.

## Biografía

### Infancia
Steinhardt nació en Pantelimon, una comuna rumana perteneciente al distrito de Ilfov, cerca de Bucarest, era hijo de padre judío y madre rumana. Su padre era un ingeniero, arquitecto y participante condecorado de la Primera Guerra Mundial, gracias a su actuación en la Batalla de Mărăşti. Debido al linaje por parte de su padre, iba a ser víctima de la discriminación antisemita durante la época fascista de los gobiernos rumanos en la Segunda Guerra Mundial.
Entre 1919 y 1929, fue a la escuela primaria Spiru Haret y luego a la universidad de Bucarest, donde, pese a sus antecedentes, un sacerdote le enseñó la religión cristiana. Su talento para la literatura fue notado por primera vez cuando se unió al círculo literario Sburătorul.

### Carrera temprana y la Segunda Guerra Mundial
En 1934 se licenció en la Escuela de Derecho y Literatura de la Universidad de Bucarest. Publicó su primer volumen, la novela paródica ‘’În genul lui Cioran, Noica, Eliade...’’ (En la forma de Cioran, Noica, Eliade…) bajo el seudónimo Antisthius, uno de los caractères de La Bruyère. En 1936 recibió su Ph.D en Derecho Constitucional, y entre 1937 y 1938 viajó a Suiza, Alemania, Francia e Inglaterra.
En 1938 trabajó como editor de la Revista Fundaţiilor Regale (una revista literaria patrocinada por el gobierno). Perdió su empleo entre 1940 y 1944 durante la limpieza étnica bajo el régimen de la Guardia de Hierro y de Ion Antonescu. A pesar de sus problemas con Antonescu, Steinhardt lo perdona, e incluso lo admira por haber salvado la vida de cientos de miles de judíos (que según él se produjeron después de un debate cara a cara de éste con Hitler en Berchtesgaden)

### Persecuciones comunistas y encarcelamento
En 1944 volvió a la Revista Fundaţiilor Regale, y continuó en su puesto de trabajo hasta 1948, cuando el rey Miguel I fue obligado a abdicar por el Partido Comunista de Rumania.
Desde 1948 hasta 1959 fue testigo de un nuevo período de privación, esta vez por la Rumania comunista cuando los intelectuales no comunistas fueron considerados Enemigos del pueblo. En 1959, durante el juicio sin garantías de su excolega de la escuela Constantin Noica, Steinhardt se negó a participar como testigo en su contra, motivo por el cual se le acusó de delitos de conspiración contra el orden social. Fue incluido en el grupo de intelectuales místicos de la Guardia de hierro, y condenado a trece años de trabajos forzados en el Gulag y a su permanencia en las cárceles. Cumplió su pena en Jilava, Gherla, Auid y otras prisiones comunistas.
En la cárcel, fue bautizado cristiano ortodoxo el 15 de marzo de 1960, por su compañero de condena Mina Dobzeu, un conocido ermitaño procedente de Besarabia, teniendo como padrino a Emmanuel Vidraşcu, antiguo jefe de personal y adjuntante de Antonescu. Testigos del hecho fueron Alexandru Paleologu, dos sacerdotes católicos latinos, dos sacerdotes católicos orientales y un pastor protestante. Steinhardt se referiría a este hecho más tarde, diciendo que su bautismo tuvo un carácter ecuménico, este episodio sería la base para su trabajo más célebre y conocido, el Diario de la felicidad.

### Últimos años
Después de su liberación en 1964, se destaca por tener una notable y exitosa actividad como traductor y editor. Sus primeras obras literarias celebradas Între viaţă şi cărţi ("Entre la vida y los Libros"), e Incertitudini literare ("Las incertidumbres literarias") se publicaron en 1976 y 1980, respectivamente. 
Un nuevo capítulo en la vida de Steinhardt se inició en 1980, después de ser aceptado en el Monasterio de Rohia. Trabajó como bibliotecario del monasterio, mientras que, al mismo tiempo, se dedicaba a la escritura. Durante este tiempo, su fama como consejero y padre confesor había aumentado, atrayendo decenas de visitantes semanales a Rohia. 
Murió en el hospital de la ciudad de Baia Mare. Su funeral fue celebrado bajo la vigilancia de la Securitatea Statului, con la asistencia de muchos de sus amigos íntimos y admiradores.

## ElDiario de la Felicidad
La primera edición del Diario de la felicidad fue confiscada por la Securitatea en 1972 y restituido en 1975, después de intervención de censura. Mientras tanto, el orador ha terminado de escribir una segunda versión del mismo libro, que es a su vez confiscada en 1984. Al final, Steinhardt ha editado varias versiones, una de las cuales ha llegado a Monica Lovinescu y Virgil Ierunca en París; Monica Lovinescu emite más tarde el libro en una serie de episodios radiofónicos, a través de Radio Europa Libre. 
El libro es considerado actualmente como parte de la lista estándar de escritos para ser leídos en la literatura rumana. 

## Obras
Debido a razones políticas, la mayor parte de su obra ha sido publicada después de la muerte de Steinhardt en su versión censurada (después de la Revolución rumana de 1989).
- În genul ... Tinerilor ("En la Forma de… la juventud") publicado en 1934;
- Între viaţă şi cărţi ("Entre la vida y los libros") - publicado en 1976;
- Incertitudini literare ("Las incertidumbres literarias") - publicado en 1980;
- Geo Bogza - Un poeta al Efectelor, Exaltării, Grandiosului, Solemnităţii, Exuberanţei şi Patetismului ("Geo Bogza - Un poeta de efectos, exaltaciones, solemnidad y exuberancia del patetismo") - publicado en 1982;
- Critică la persoana întâi ("Crítica a la primera persona") - publicado en 1983;
- Escale în timp şi spaţiu ("Adornos en tiempo y espacio") - publicado en 1987;
- Prin alţii spre sine ("Hacia sí mismo a través de otros") - publicado en 1988;

### Póstumas
- Jurnalul fericirii ("Diario de la Felicidad") - publicado en 1991;
- Monologul polifonic ("Monólogo polifónico") - publicado en 1991;
- Dăruind vei dobândi ("A través de dar se debe recibir") - publicado en 1992;
- Primejdia mărturisirii ("El peligro de confesar") - publicado en 1993;
- Drumul către iubire ("El Camino de Amor") - publicado en 1999;
- Împărtăşirii Taina;
- Călătoria unui fiu risipitor;
- Primejdia mărturisirii;
- Drumul către isihie;
- Ispita lecturii;
- N. Steinhardt răspunde la 365 de întrebări adresate de Zaharia Sângeorzan;
- Între luminosa;
- Dumnezeu în atención spui că nu crezi ... (Scrisori către Virgil Ierunca);
- Eu însumi şi alţi cîţiva;
- Eseu romanţat asupra unei neizbînzi;
- Timpul Smochinelor

### Ediciones en español
- Steinhardt, Nicolae (2007). El diario de la felicidad. Ediciones Sígueme. ISBN 978-84-301-1658-4.